# Bia' Bia'
Bia' Bia' è il secondo singolo dell'album Put Yo Hood Up, pubblicato il 30 giugno 2001.
Si tratta di uno dei brani più celebri di Lil Jon & the East Side Boyz, negli Stati Uniti e anche in Europa.
Il singolo è, come il precedente, in stile Crunk. Nel video di promozione del brano, la canzone è leggermente modificata. Il singolo è stato prodotto interamente da Big Kap, DJ di Alabama. Nella canzone collaborano Big Kap, Chyna White, Ludacris e Too $hort. Esiste un'altra versione di questo singolo chiamato Bia' Bia' 2, la canzone ha lo stesso andamento musicale, solo che l'ordine di artista è diverso. La parte di Big Kap la interpreta Lil Jon, Chyna White appare al terzo verso e non al secondo come nell'originale e Too $hort interpreta la parte di Ludacris che però non compare in questa versione del brano. I formati del singolo sono a CD e, successivamente, in download digitale.

## Video
Il video è stato prodotto da Edy Enriquez e diretto da Bryan Barber, e rappresenta Lil Jon e gli East Side Boyz che cantano e gridano, nelle riprese si trovano in una discoteca. Ludacris si trova in una piscina con delle ragazze, Too $hort si trova in un angolo della discoteca dove viene ripreso con sopra un ombrello e Chyna White viene ripresa in una specie di galleria.

## Critica
Nonostante il singolo è stato modificato tante
volte rimane sempre uno dei successi più ricordati di Lil Jon. Il successo di questo brano ha raggiunto molte classifiche, 'sia americane che europee. Bia' Bia' è arrivato al 44º posto della Billboard Hot 100, facendo guadagnare all'album di provenienza il disco d'oro. E inoltre è arrivato al 71º posto nella chart The best Hip Hop performance/Band.